# 삼청동비
삼청동비(三淸洞碑)는 대한민국 전북특별자치도 임실군 성수면 성수리에 있다. 2016년 10월 17일 임실군의 향토문화유산 제2호로 지정되었다.

## 개요
조선 태조 이성계가 잠저기 상이암에서 치성드린후 감응을 받았고 그 감응을 글로 썼다고 전해지는 것으로 삼청동이라고 썼다고 전한다.